# مقاطعة فراهان
مقاطعة فراهان (بالفارسية: شهرستان فراهان) هي مقاطعة تقع في مركزي في إيران. يقدر عدد سكانها بـ 31,152 نسمة .